# Jiří Bicek
Jiří Bicek, född 3 december 1978 i Košice, Tjeckoslovakien, är en slovakisk professionell ishockeyspelare som spelar för HC Košice i slovakiska Extraliga.
Bicek har tidigare spelat för Södertälje SK, Brynäs IF och Leksands IF i Sverige. Han har slovakiska HC Košice som moderklubb. 

## Meriter
- Vann Stanley Cup 2003 med New Jersey Devils.